# حیات وحش موریتانی

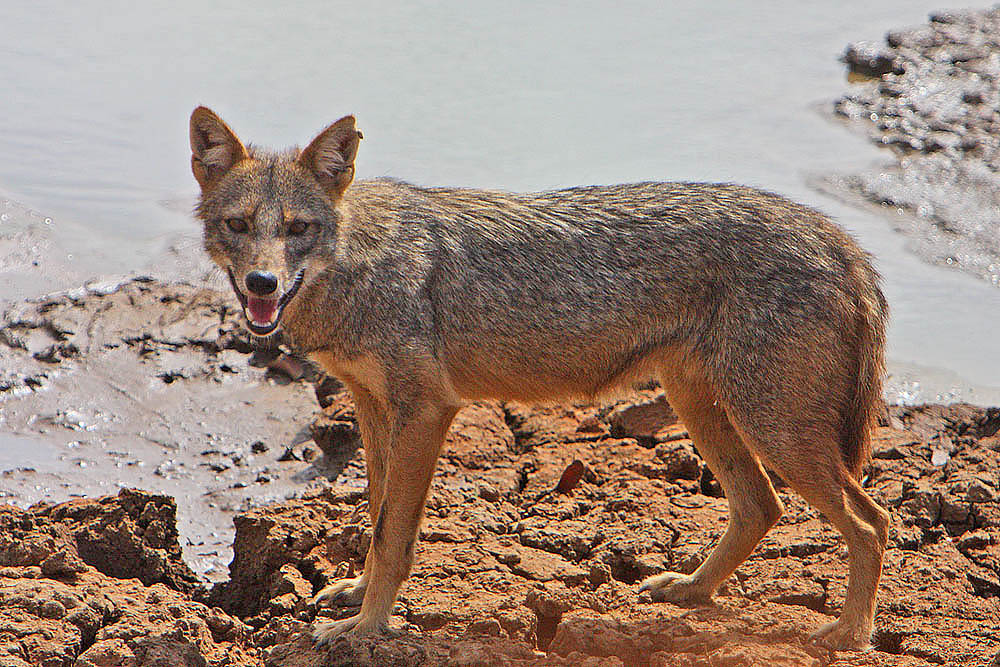
گرگ طلایی آفریقایی

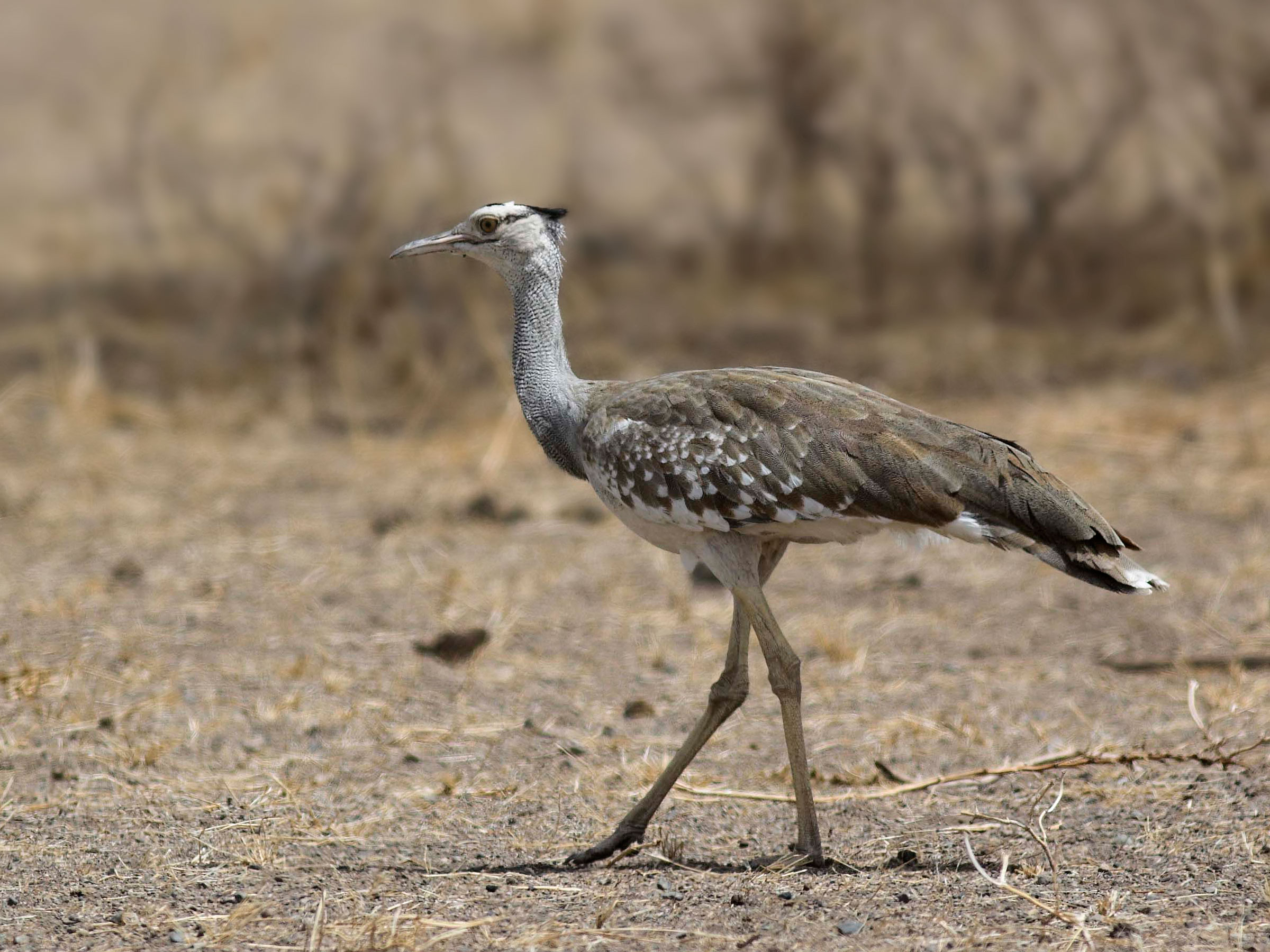
هوبره عربی

حیات وحش موریتانی متشکل از گیاگان و زیاگان این کشور است.

## مناطق و زیستگاه‌های جانوری
تالاب‌ها دارای اهمیت بوده و دو ناحیه محافظت شده اصلی پارک ملی بنک آرگین که از اکوسیستم‌های ساحلی و دریایی غنی و کم‌عمق که با بیابان صحرای بایر ادغام می‌شوند، محافظت می‌کند و پارک ملی دیاولینگ که قسمت شمالی دلتای رود سنگال را تشکیل می‌دهد، هستند. در سایر نقاط این کشور، تالاب‌ها معمولاً برای مدتی کوتاه موجودند و وابسته به بارش‌های فصلی هستند و نیز ممکن است برای پرندگان مهاجر بسیار دارای اهمیت باشند.

## پستانداران
بیشتر گونه‌های بزرگ پستاندار در موریتانی از بین رفته‌اند. از میان شاخ‌درازان تیزشاخ آفریقایی، تابیده‌شاخ، گاوگوزن سنگالی و آهوی داما منقرض گشته‌اند؛ کل نیزار بوهور، آهوی گرمسیری و آهوی پیشانی‌سرخ منقرض شده‌اند و کل بیشه و آهوی شاخ‌باریک در وضعیت نامشخصی هستند. در ناحیه پارک ملی دیاولینگ آخرین شیر در سال ۱۹۷۰ به شلیک گلوله کشته شد و در سال‌های اخیر گاو دریایی و اسب آبی مشاهده نشده است. یکی از واپسین مکان‌هایی در جهان که در آن فک راهب مدیترانه بقای خود را حفظ کرده، خلیج‌های کوچکی هستند که در امتداد شبه‌جزیره رأس نواذیبو در نزدیکی شهر نواذیبو قرار دارند. پستانداران موجود رایج شامل روباه صحرا، گرگ آفریقایی، زگیل‌داران، گربه وحشی آفریقایی، خرگوش قهوه‌ای و میمون پاتاس هستند.

## پرندگان
بیشتر از ۵۰۰ گونه پرنده در موریتانی ثبت شده‌اند. گونه‌های محدود به مناطق خاص و گونه‌های دیدنی شامل کورکور دم‌قیچی، هوبره نوبی، هوبره عربی، هوبره آفریقایی، سلیم مصری، شبگرد طلایی، سار زیبا، چکاوک کردفان و گنجشک طلایی سودان هستند.

## خزندگان
تمساح آفریقای غربی همچنان در موریتانی هرچند به تعداد کم در موریتانی موجود است. دیگر خزندگان یافت‌شده شامل آفتاب‌پرست آفریقایی، آفتاب‌پرست سنگالی، بزمجه نیل، گکوهای مختلف و دیگر مارمولک‌ها، کبرای مالی، کبرای گردن‌سیاه و افعی شاخدار بیابانی هستند. در مجموع، ۸۶ گونه خزنده در ۲۱ خانواده در موریتانی ثبت شده‌اند.

## دوزیستان
وجود یازده گونه دوزیست در این کشور تأیید شده اما انتظار می‌رود نوزده گونه دیگر در این کشور ثبت شوند؛ غالباً در جنوب موریتانی.

## ماهی‌ها
ماهی‌های دریایی یافت‌شده در سواحل موریتانی منبع مهمی برای تجارت، امرار معاش و ورزش ماهی‌گیری هستند. در سال ۱۹۸۶، صید ماهی را ۴۰۰٬۰۰۰ و ۷۰۰٬۰۰۰ تن تخمین زدند. آب‌های غنی سواحل موریتانی میزبان گونه‌های متنوعی مانند ماهی خاردار اروپایی و قلاب‌دهان اروپایی هستند که بیشتر آشنای آب‌های معتدل شمالی‌تر هستند. همچنین گونه‌های معمول‌تر در آب‌های گرم‌تر شامل کوسه‌نهنگ، تن باله‌آبی شمالی، بادبان‌ماهی اطلس، بزرگ‌ماهی و نیزه‌ماهی آبی‌رنگ اطلس می‌باشند. ۵۶ گونه ماهی آب شیرین در موریتانی گزارش شده که ۵۰ تای آن‌ها وجودشان در این کشور تأیید شده است.